# Едді Арнольд
Едді Арнольд (англ. Eddy Arnold, повне ім'я — Річард Едвард Арнольд, англ. Richard Edward Arnold; 15 травня 1918, Атланта, штат Джорджія — 8 травня 2008, Нашвілл, Теннессі, США) — американський співак музики кантрі. Продано більше 85 мільйонів його записів.

## Біографія
Едді Арнольд виростав на фермі в Теннессі, де у віці десяти років від матері одержав у подарунок гітару. В наступному році помер його батько, який грав на скрипці, тому Арнольд покинув школу, щоб допомагати на фермі. Проте, коли траплялася нагода, він грав на танцях. У 1934 році, у віці 16 років він дебютував на радіостанції в Джексоні, штат Теннессі, а потім переїхав до Сент-Луїса, де зі скрипалем грав у нічних клубах клубах і шість років регулярно грав на радіостанції в Мемфісі.
Під час Другої світової війни Еді Арнольд з іншими музикантами виступав для американських військ по всій Америці, а також у Панамі. У 1944 році він записав свій перший сингл, «Mommy Please Stay Home With Me» [Архівовано 1 квітня 2019 у Wayback Machine.] для компанії звукозапису RCA Victor.
Свою кар'єру соліста Едді Арнольд почав у 1945 році. Того ж року одружився з Саллі Гайгарт і в тому ж році вийшла його пісня «Кожна хвилина здається мільйоном років» (Each Minute Seems a Million Years), яка ввійшла́ до п'ятірки найпопулярніших пісень. Наступного року його пісні «Ось як сильно я тебе люблю» (That's How Much I Love You) та «Прикутий до спогадів» (Chained to a Memory), з другої сторони грамплатівки, ввійшли до трійки лідерів і пробули там протягом 16 тижнів.

## Дискографія
Див. статтю «Дискографія Едді Арнольда» в англ. разділі.

## Вшанування пам'яті
- Його ім'я вибите на Алеї Слави у Голлівуді.